# Iglesia de San Sebastián (Santa Cruz de Tenerife)
La iglesia de San Sebastián es una iglesia católica ubicada en el barrio del mismo nombre en la ciudad de Santa Cruz de Tenerife (Islas Canarias, España).

## Historia
El templo es una de las construcciones religiosas más antiguas de la ciudad, se ubica junto a la primera vía que comunicaba el puerto de Santa Cruz con el interior de la isla de Tenerife, llamado originalmente el camino de La Laguna, posteriormente camino de San Sebastián por la presencia de la ermita en torno a 1588. El trazado de ese antiguo camino lo encontramos hoy en las avenidas de San Sebastián, de Bélgica y de la Cuesta Piedra.
La zona donde se encuentra la iglesia era un descampado de las afueras de la Villa de Santa Cruz. Esta ermita era el primer edificio que los caminantes encontraban al bajar desde San Cristóbal de La Laguna a la actual capital tinerfeña. La ermita tuvo una importante restauración en 1892, al añadírsele la torre con el campanario.
La primera rogativa pública que existe documentada en Santa Cruz, fue realizada en la ermita de San Sebastián. Esta se realizó para evitar la epidemia de peste de 1788, traída por un pasajero portugués que viajaba en un buque procedente de Cádiz. Esta rogativa se volvería a repetir en 1801, con motivo de la gran epidemia de peste en la Península.
La festividad del santo se viene celebrando desde 1882, era una de las más populares y concurridas de Santa Cruz de Tenerife. Cada 11 de enero se trasladaba la imagen hasta la parroquia matriz de La Concepción, donde se le hacía un novenario, y el día de su onomástica, el 20 de enero, era llevado en procesión romera a su ermita.
En 1966, el obispo Luis Franco Cascón la ascendería al rango de iglesia parroquial.

## Arte sacro
La primera imagen del santo que se veneró en el templo, era una talla del siglo XVI. Esta talla desaparecería en un incendio mientras la restauraban en el taller del especialista Antonio Ayala, por lo que fue sustituida por otra imagen del siglo XVII, de procedencia desconocida.
Destaca también dentro del templo, un óleo sobre lienzo que representa La Anunciación, obra de la segunda mitad del siglo XVII, se cree que donado por algún feligrés.